# Капралов Петро Михайлович
Петро Михайлович Капралов (вересень 1906, селище Карсун Симбірської губернії, тепер Ульяновської області, Російська Федерація — 1964, місто Москва, тепер Російська Федерація) — радянський діяч органів держбезпеки, міністр державної безпеки Литовської РСР, генерал-майор. Депутат Верховної ради СРСР 3-го скликання.

## Біографія
Народився в родині селянина-середняка. У 1919 році закінчив трикласну початкову школу в селищі Карсун.
У травні 1921 — травні 1922 року — продавець газет Карсунського повітового комітету РКП(б) Симбірської губернії. У травні 1922 — жовтні 1924 року — кур'єр-телефоніст Карсунського повітового комітету РКП(б). З жовтня 1924 до листопада 1925 року навчався на курсах, був секретарем Карсунського повітового комітету Товариства друзів повітряного флоту.
У листопаді 1925 — вересні 1928 року — курсант Червонопрапорної військової піхотної школи РСЧА імені Леніна в Ульяновську.
Член ВКП(б) з липня 1927 року.
У вересні 1928 — квітні 1933 року — контролер морського контрольно-пропускного пункту, начальник прикордонної застави 52-го Сахалінського прикордонного загону Повноважного представництва ОДПУ по Далекосхідному краю. У квітні — жовтні 1933 року — командир дивізіону, в.о. командира 3-го залізничного полку ОДПУ міста Нікольск-Усурійський.
У жовтні 1933 — травні 1935 року — слухач Вищої прикордонної школи ОДПУ-НКВС СРСР.
У травні 1935 — червні 1938 року — начальник Армавірської школи молодшого командного складу, начальник штабу 59-го залізничного полку НКВС у Ростові-на-Дону.
У червні 1938 року вступив до Московського інституту сходознавства на факультет турецько-французької мови. У лютому 1940 року був відкликаний з інституту, закінчив два курси.
У лютому — травні 1940 року — помічник командира 32-го окремого батальйону особливого загону прикордонних військ НКВС, брав участь у радянсько-фінській війні. З 20 травня 1940 до серпня 1941 року перебував у резерві 5-го відділу ГУДБ НКВС СРСР на посаді оперуповноваженого.
14 — 22 серпня 1941 року — старший оперуповноважений 1-го відділення 7-го відділу Управління особливих відділів НКВС СРСР. 22 серпня 1941 — 30 червня 1942 року — старший оперуповноважений, заступник начальника 2-го відділення 6-го відділу Управління особливих відділів НКВС СРСР. 30 червня 1942 — 29 квітня 1943 року — начальник 1-го відділення 6-го відділу Управління особливих відділів НКВС СРСР. 7 червня 1943 — 26 липня 1944 року — заступник начальника відділу  контррозвідки СМЕРШ Народного комісаріату оборони СРСР.
26 липня 1944 — 1 березня 1947 року — заступник народного комісара (з 1946 року — міністра) внутрішніх справ Литовської РСР. Одночасно, 15 березня 1946 — 1 березня 1947 року — начальник Управління боротьби з бандитизмом МВС Литовської РСР.
1 березня 1947 — 20 квітня 1949 року — заступник міністра державної безпеки Литовської РСР. Одночасно, 1 березня 1947 — 1 жовтня 1948 року — начальник Управління «2-Н» МДБ Литовської РСР.
20 квітня 1949 — 31 березня 1952 року — міністр державної безпеки Литовської РСР.
31 березня 1952 — 16 березня 1953 року — начальник Управління МДБ по Приморському краю.
16 березня 1953 — 26 березня 1954 року — начальник Управління МВС по Приморському краю.
26 березня 1954 — 3 лютого 1956 року — начальник Управління КДБ при РМ СРСР по Орловській області.
21 березня 1956 року звільнений з органів КДБ у відставку через хворобу з правом носіння військової форми одягу. Проживав на пенсії в Москві.
Помер у 1964 році. Похований в Москві на Рогозькому цвинтарі.

## Звання
- старший лейтенант (16.07.1936)
- капітан (17.09.1937)
- майор (13.03.1940)
- старший лейтенант державної безпеки (20.09.1941)
- капітан державної безпеки (30.04.1942)
- підполковник державної безпеки (11.02.1943)
- полковник державної безпеки (3.06.1944)
- комісар державної безпеки (16.02.1945)
- генерал-майор (9.07.1945)

## Нагороди
- два ордени Леніна (20.07.1950, 24.11.1950)
- два ордени Червоного Прапора (12.05.1945, 24.08.1949)
- орден Вітчизняної війни ІІ ст. (8.04.1947)
- орден Кутузова ІІ ст. (31.05.1945)
- два ордени Червоної Зірки (14.04.1943, 3.11.1944)
- медаль «За оборону Москви» (1943)
- медаль «За перемогу над Німеччиною у Великій Вітчизняній війні 1941—1945 рр.» (1945)
- дві медалі
- знак Заслужений працівник НКВС (22.03.1946)